# Döwlet Hydyrow
Döwlet Hydyrow (* 26. August 1994) ist ein turkmenischer Eishockeyspieler, der seit 2014 beim HK Galkan in der turkmenischen Eishockeyliga spielt.

## Karriere
Döwlet Hydyrow spielte zunächst beim HK Shir. Seit 2014 steht er beim HK Galkan aus der turkmenischen Hauptstadt Aşgabat auf dem Eis. Bei dem Klub des Innenministeriums spielt er in der turkmenischen Eishockeyliga und wurde 2015, 2018 und 2019 mit ihm turkmenischer Meister.

### International
Hydyrow nahm mit für Turkmenistan zunächst an den Winter-Asienspielen 2017 teil. Bei der Weltmeisterschaft 2018 nahm er an der Qualifikation zur Division III teil. Nach dem Sieg dort spielte er bei der Weltmeisterschaft 2019 in der Division III. Auch bei den Weltmeisterschaften 2022, 2023, als er zum besten Spieler seiner Mannschaft gewählt wurde, und 2024 spielte er in der Division III. Zudem vertrat er sein Heimatland bei den Winter-Asienspielen 2025.

## Erfolge und Auszeichnungen
- 2015 Turkmenischer Meister mit dem HK Galkan
- 2018 Turkmenischer Meister mit dem HK Galkan
- 2019 Turkmenischer Meister mit dem HK Galkan

### International
- 2018 Qualifikation für die Division III bei der Qualifikation zur Weltmeisterschaft der Division III